# Willow Creek, Alberta
Willow Creek är ett vattendrag i Kanada.   Det ligger i provinsen Alberta, i den södra delen av landet, 2 800 km väster om huvudstaden Ottawa.
Trakten runt Willow Creek består till största delen av jordbruksmark. Runt Willow Creek är det ganska glesbefolkat, med 25 invånare per kvadratkilometer.